# كيرخبرغ في تيرول
كيرخبرغ هي بلدة في ولاية تيرول النمساوية  في مقاطعة كتسبويل . وتبعد عنها مسافة 6 كم (4 ميل.) إلى الغرب من كتسبويل. كيرخبرغ في تيرول هي مقصد للسياح من جميع الأعمار كمنتجع استحمام جميل. تقريبا كل فندق يحوي منتجعا لاسترخاء العضلات المتألمة بعد يوم من التزلج أو المشي لمسافات طويلة أو ركوب الدراجات الجبلية.

## روابط خارجية
- صور ومعلومات عن كيرخبرغ في تيرول
- معلومات السفر عن كيرخبرغ في تيرول
- بانوراما كيرخبرغ  (6.000 ميغا بكسل)